# Wendell Meredith Stanley
Wendell Meredith Stanley (n. 16 august 1904, Ridgeville⁠(d), Indiana, SUA – d. 15 iunie 1971, Salamanca, Castilia și León, Spania) a fost un chimist american, laureat al Premiului Nobel pentru chimie (1946).
A fost profesor la Universitatea Berkeley din California din 1948 până la moarte. A cristalizat virusul mozaic al tutunului și a elaborat lucrări importante despre virusul gripei, pentru care a preparat un vaccin.